# Amata confluens
Amata confluens är en fjärilsart som beskrevs av John Henry Leech 1898. Amata confluens ingår i släktet Amata och familjen björnspinnare. Inga underarter finns listade i Catalogue of Life.